# Petit déjeuner anglais
Pour les articles homonymes, voir Déjeuner (homonymie) et Anglais (homonymie).
Ne doit pas être confondu avec English breakfast.
Le petit déjeuner anglais ou petit déjeuner irlandais en Irlande (full English, full breakfast ou fry-up, en anglais) est le déjeuner traditionnel typique des pays anglophones, un des emblèmes anglomanes britanniques, célèbre dans le monde entier. Élu meilleur petit déjeuner dans une étude de 2010 menée sur un échantillon de 26 000 personnes réparties dans 36 pays, sa richesse en matière grasse apporte environ un tiers des besoins journaliers.

## Composition de petit déjeuner de base
- Toasts (pain grillé) avec du beurre, de la confiture ou de la marmelade.
- Œufs au plat, à la coque, frits, ou brouillés.
- Bacon (lard) frit.

Ingrédients facultatifs (full English breakfast)
- Baked beans (haricots blancs à la sauce tomate)
- Galette de pommes de terre
- Champignons de Paris frits
- Bubble and squeak
- Tomate cuite
- Saucisse grillée
- Black pudding (variante britannique du boudin noir)
- Pancake et muffin (aux États-Unis)

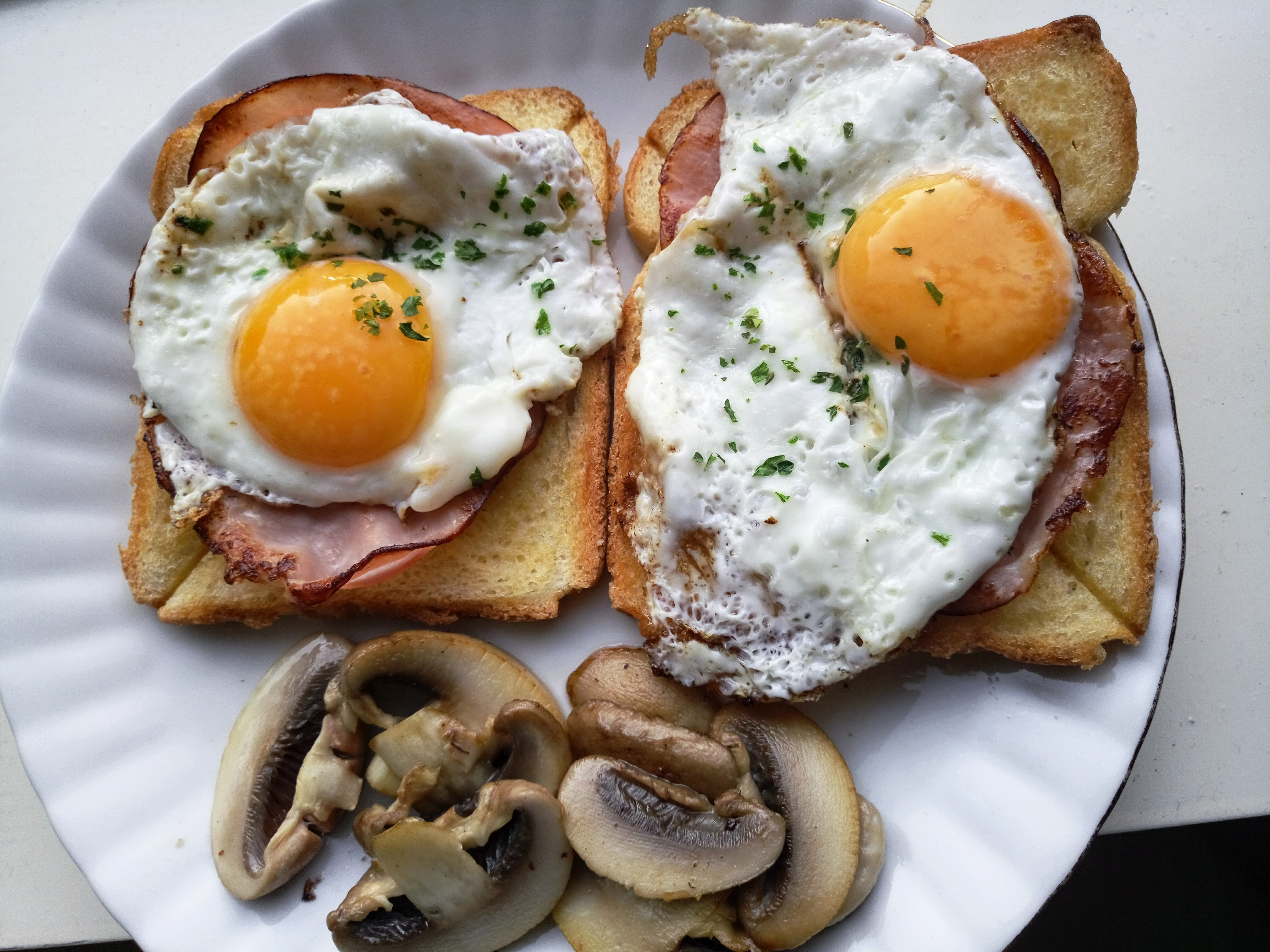
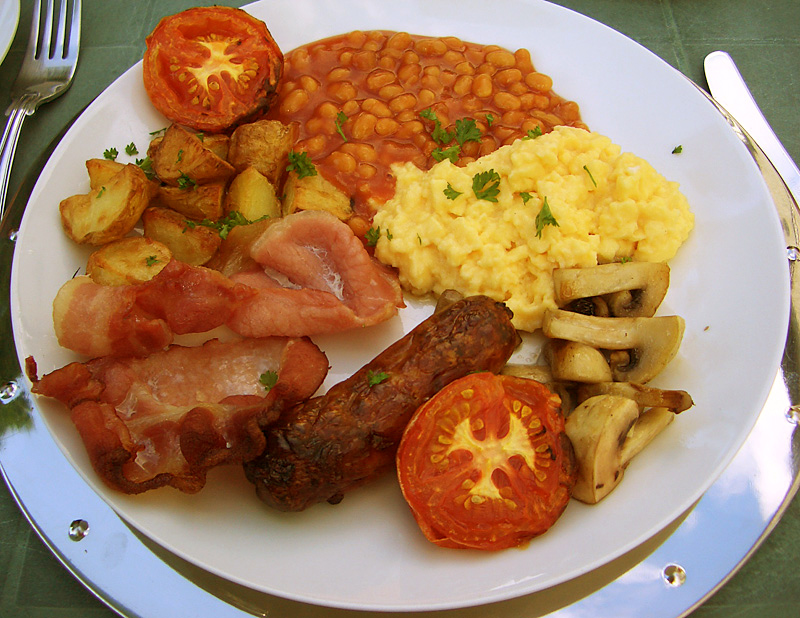
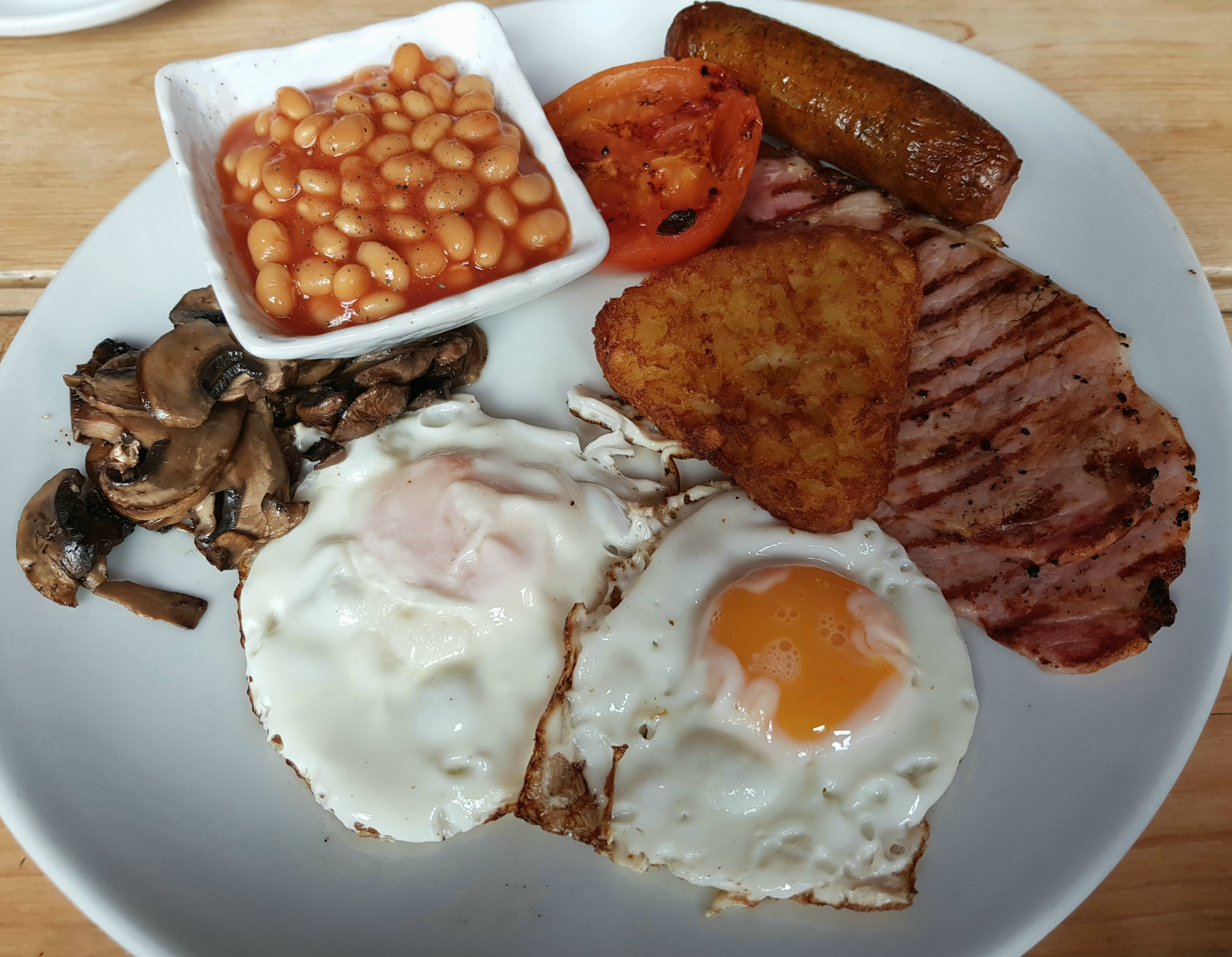
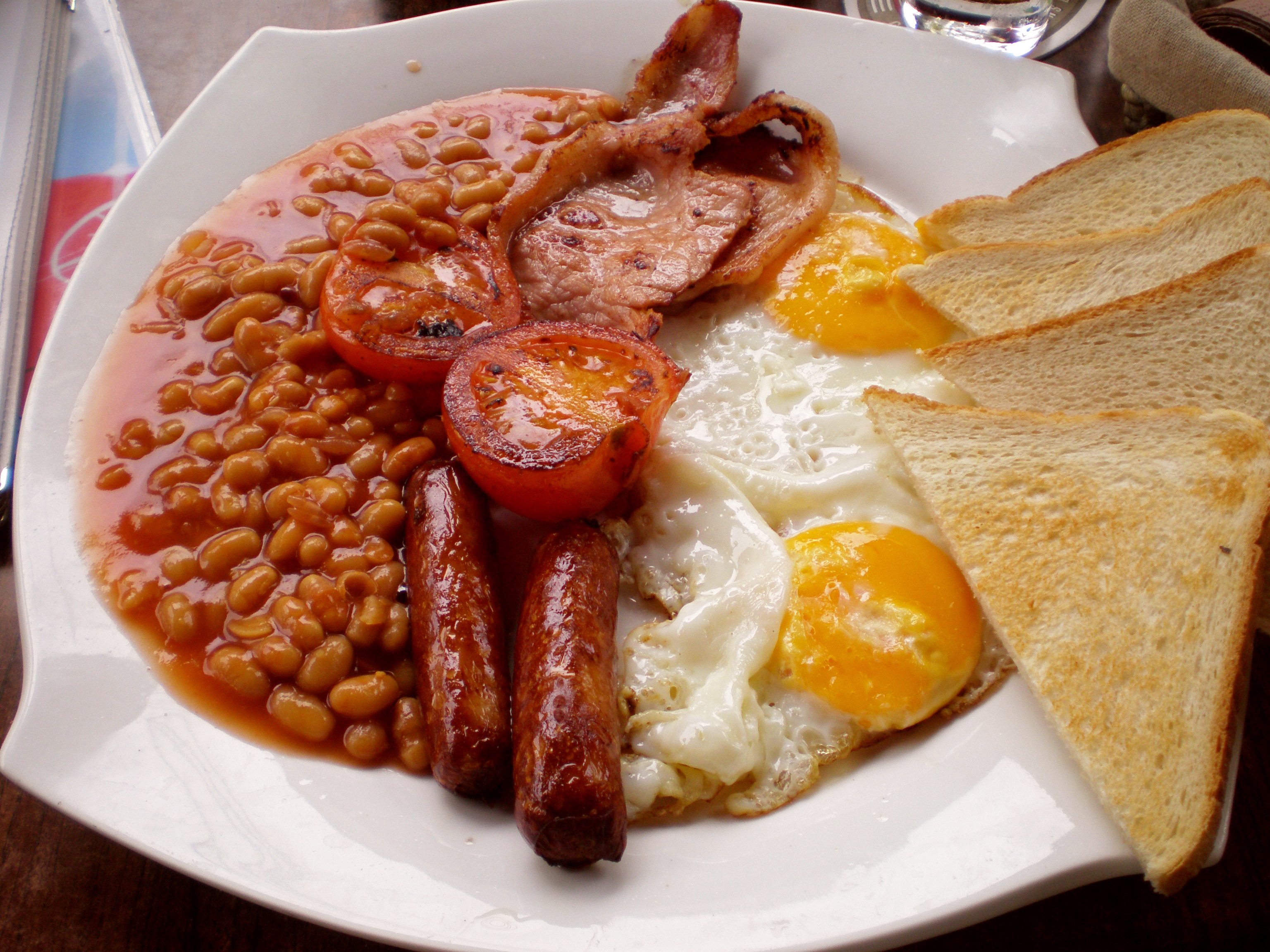
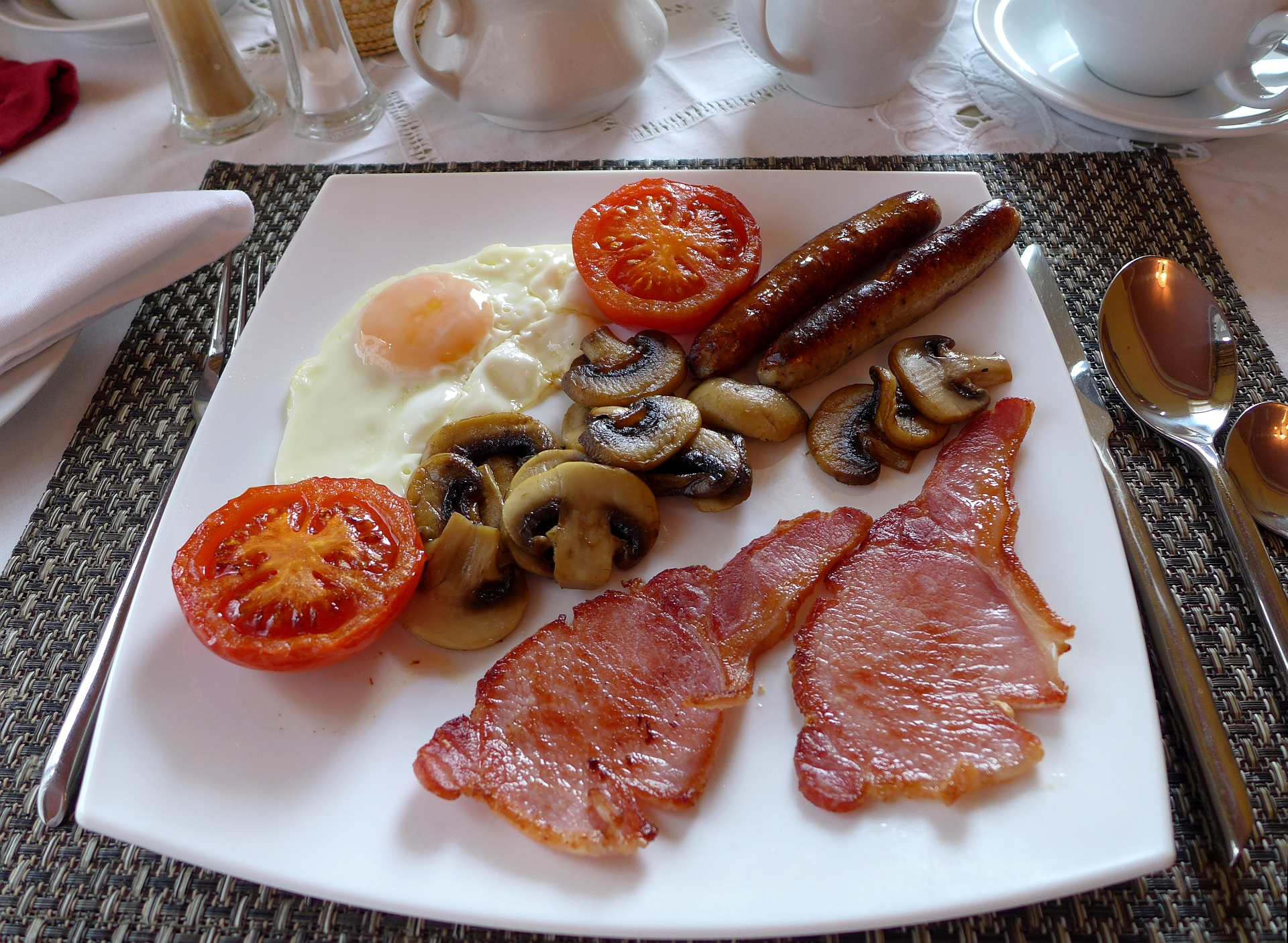

Par tradition et commodité, tous les ingrédients (sauf peut-être le toast) sont frits (ou réchauffés) dans la même poêle. À la maison, les ingrédients sont cuits l'un après l'autre et partagés tous à la fois à la fin de la cuisson. On commence avec le lard pour qu'il donne de sa saveur aux autres ingrédients, et on termine avec les légumes pour éviter qu'ils ne fassent de même. Il peut se présenter (souvent à emporter dans les petits commerces) sous forme d'un sandwich et est accompagné de jus d'orange, de café ou de thé.

## Variantes régionales
On trouve ce plat traditionnel avec de nombreuses variations en république d'Irlande et tout le Royaume-Uni (Écosse, Pays de Galles, Angleterre, Irlande du Nord).

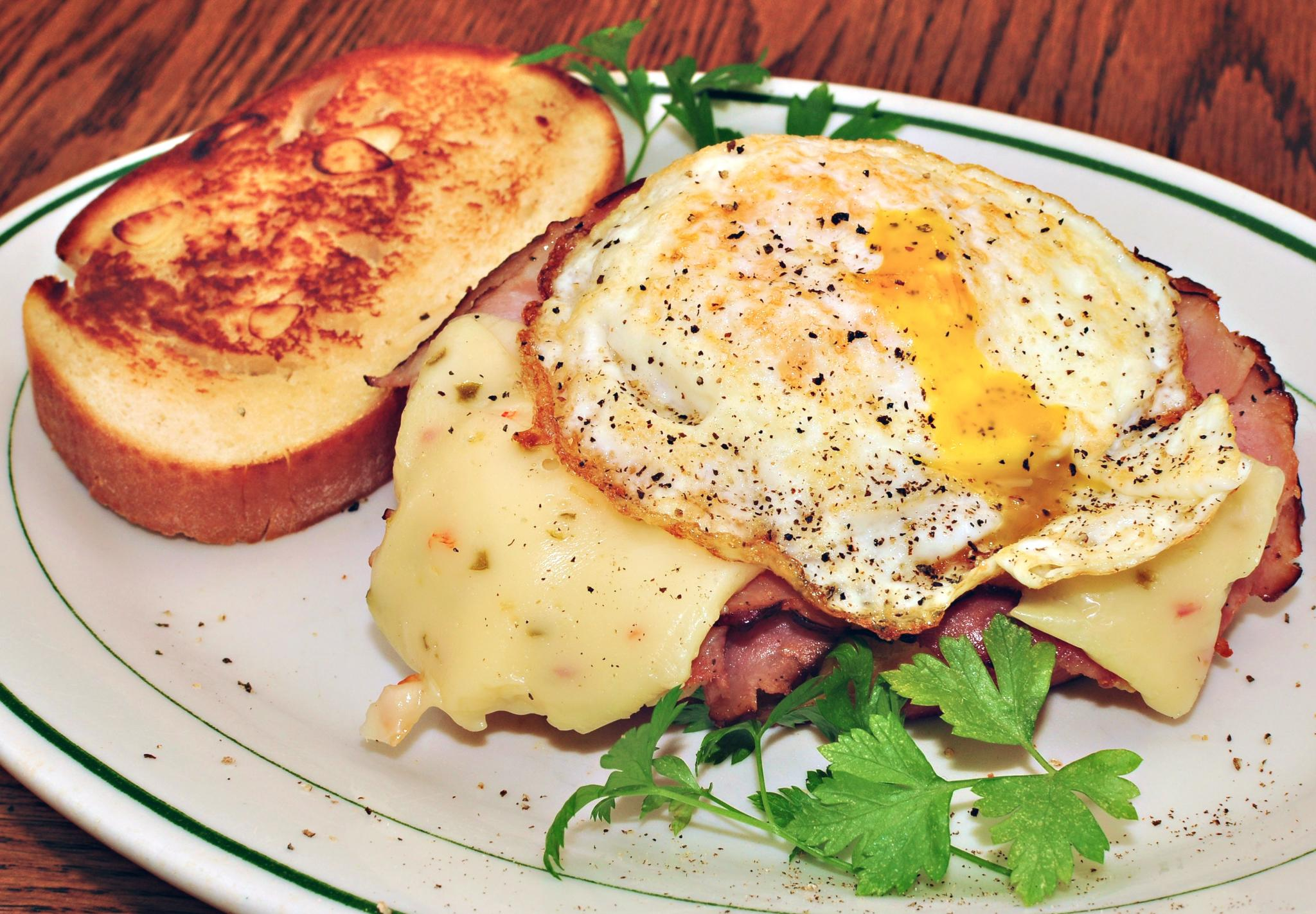
Avec du fromage.
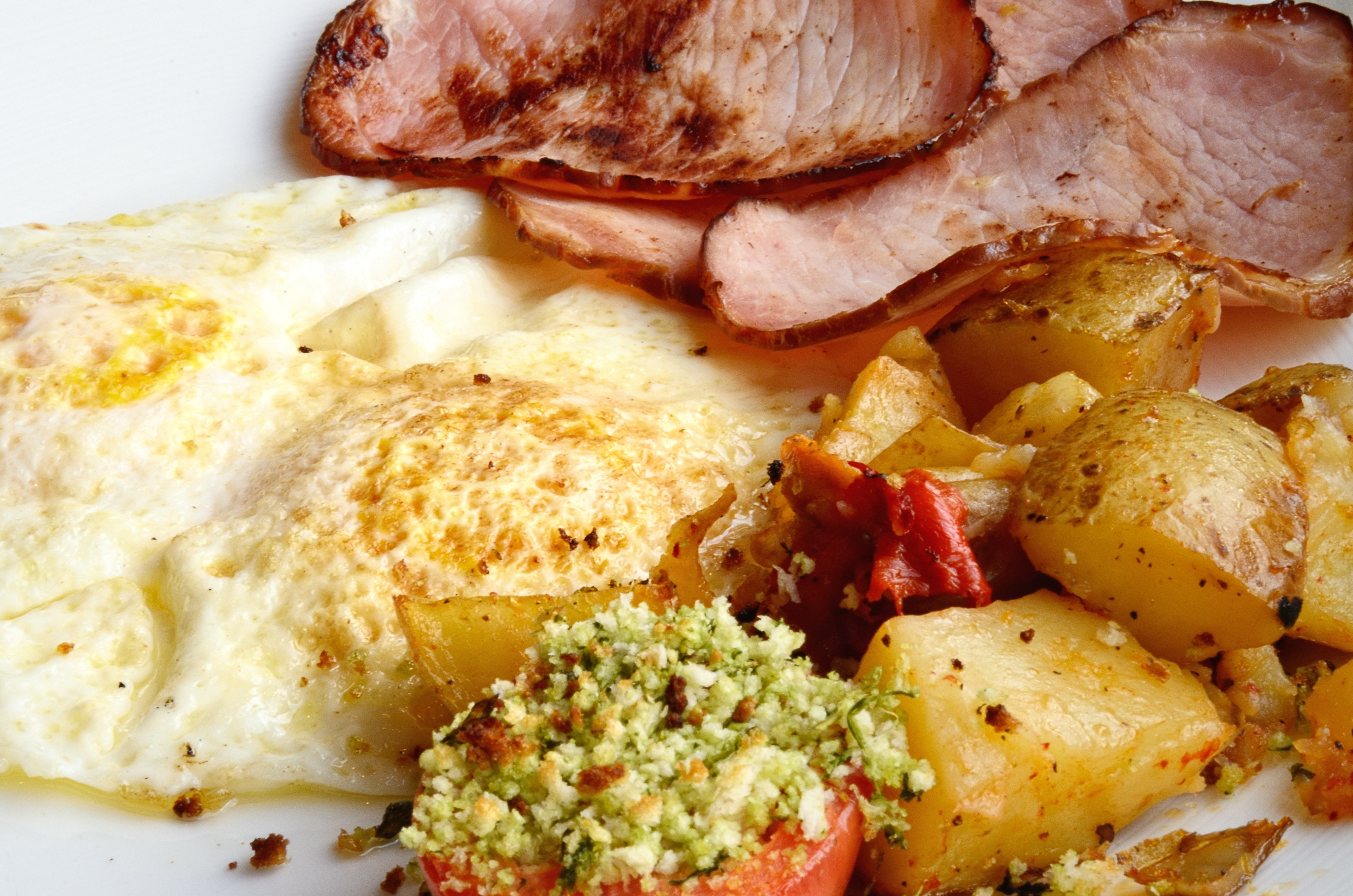
Avec des pommes de terre.
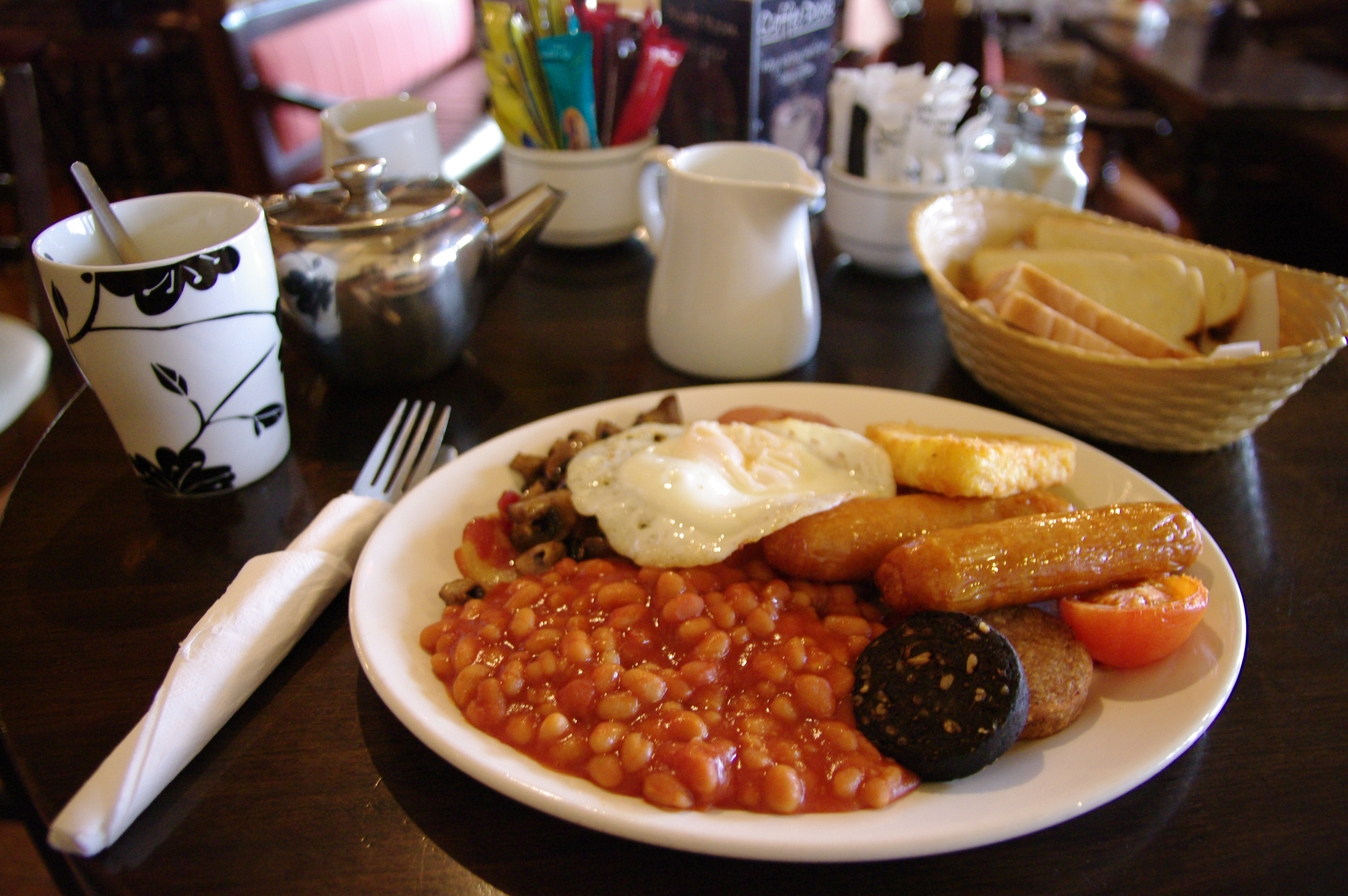
Full Irish breakfast irlandais.
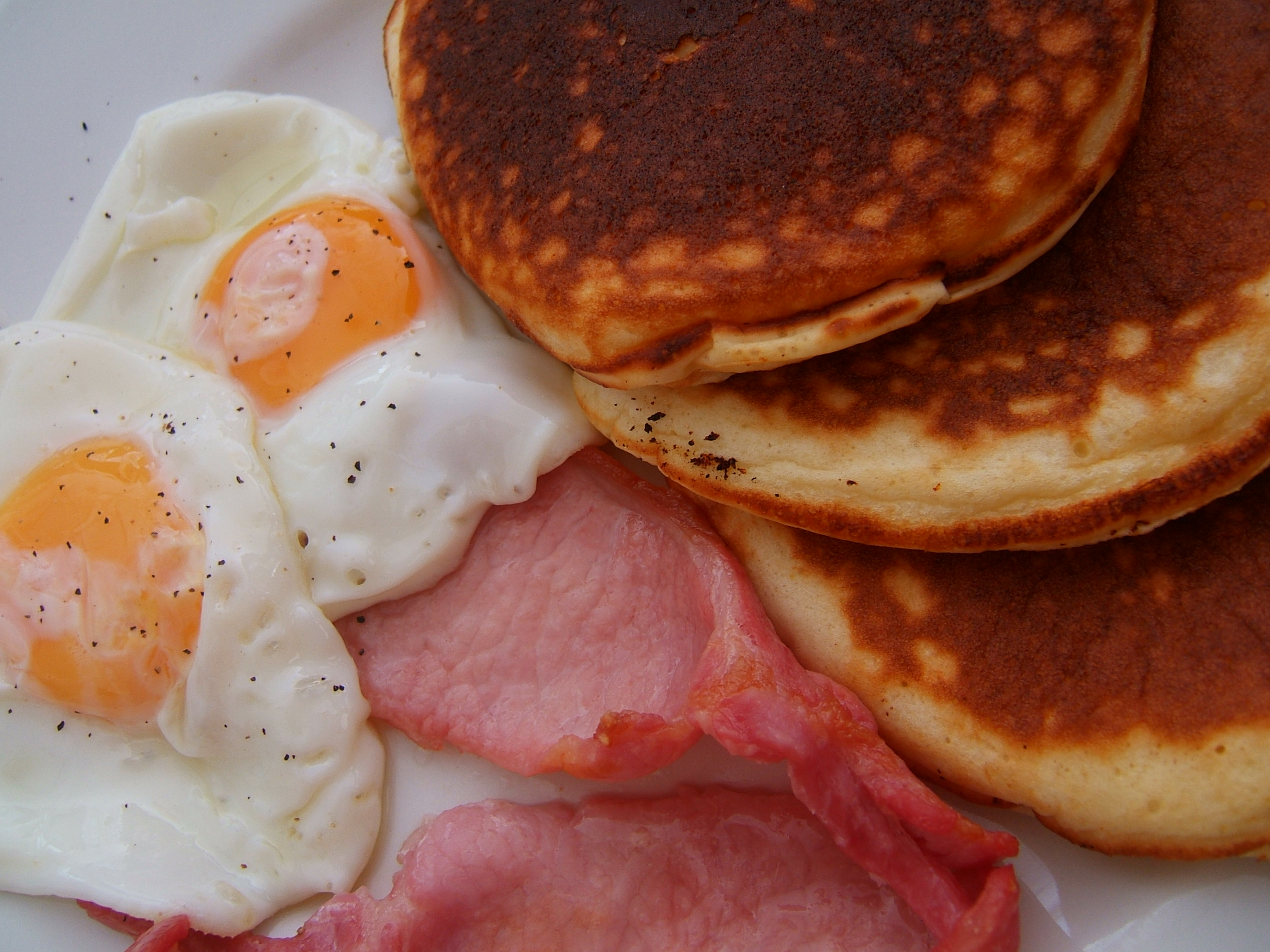
American breakfast avec pancake (qui sont des crêpes plus épaisses).

## Brunch

Brunch (variante entre et).

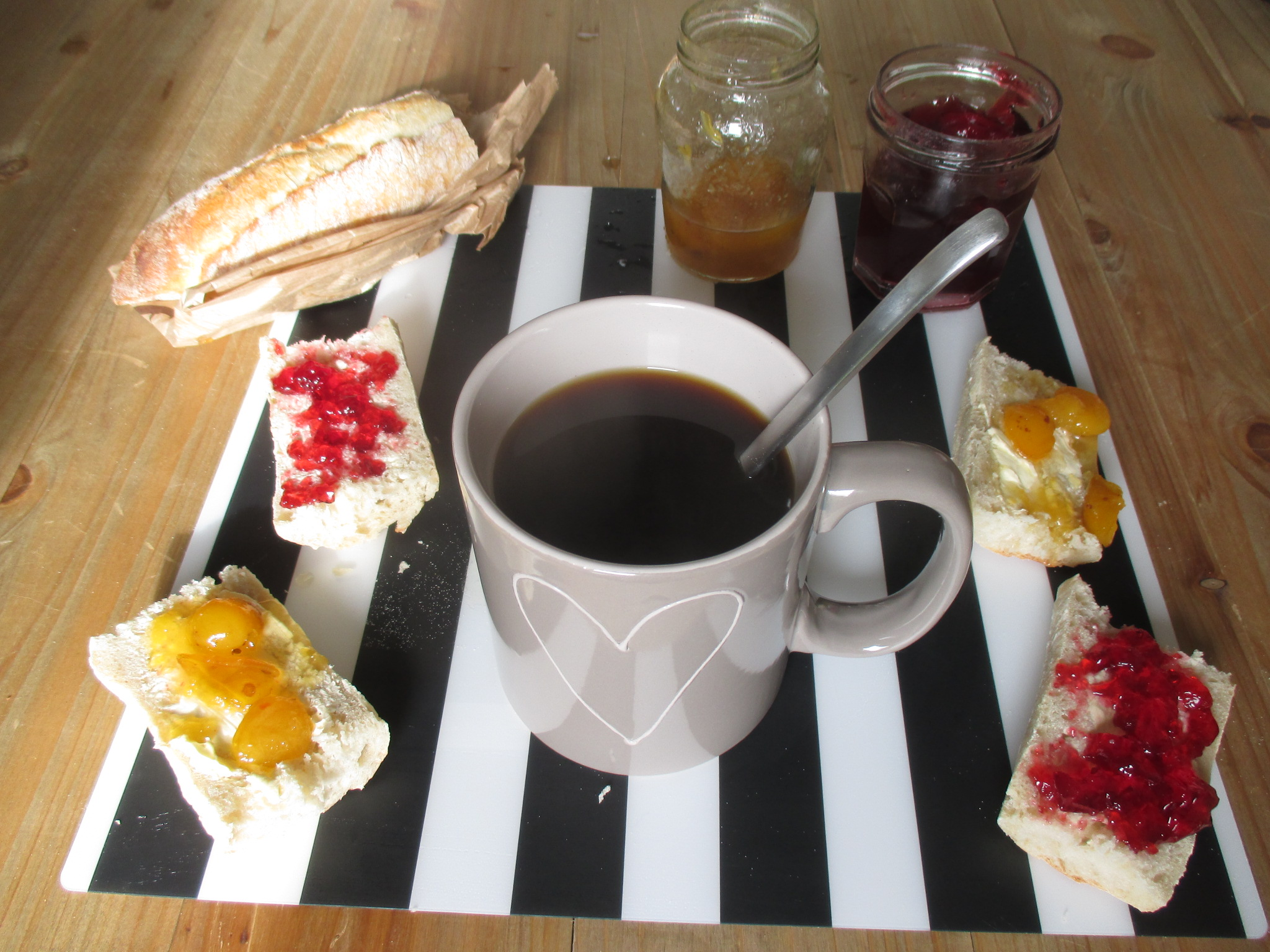
Petit déjeuner traditionnel français, avec café, tartines de beurre et de confitures (variante française).

Le brunch est une variante du petit déjeuner anglais : un petit déjeuner mélangé avec le repas de midi, servi généralement entre 11 h et 15 h. Le terme brunch est une contraction des mots breakfast et lunch.

## Full Irish breakfast
Même si la composition de ce repas varie en fonction des régions et des goûts, le Full Irish breakfast est généralement constitué de tranches de pain (bread) ou de toasts, accompagnés de beurre, de haricots à la sauce tomate (baked beans), de saucisses grillées, de bacon frit, d'un œuf au plat, d'une tranche de boudin noir (black pudding) et de boudin blanc (white pudding), de champignons sautés, d'une demi-tomate cuite et d'une galette de pomme de terre. L'ensemble étant la plupart du temps accompagné d'un verre de jus d'orange et de thé noir fort (Irish breakfast tea), qui peut être éventuellement remplacé par du café.

## Ulster fry
Le repas matinal complet en Ulster, connu aussi comme un Ulster fry, contient normalement des tranches de saucisson, du pain au lait, du pain de pommes de terre et des tomates.